# Пуэрто-Триунфо
Пуэрто-Триунфо (исп. Puerto Triunfo) — город и муниципалитет на севере Колумбии, на территории департамента Антьокия. Входит в состав субрегиона Магдалена-Медио.

## История
Поселение из которого позднее вырос город было основано 14 апреля 1945 года. Муниципалитет Пуэрто-Триунфо был выделен в отдельную административную единицу в 1977 году.

## Географическое положение
Город расположен в юго-восточной части департамента, на левом берегу реки Магдалена, на расстоянии приблизительно 105 километров к востоку-юго-востоку (ESE) от Медельина, административного центра департамента. Абсолютная высота — 148 метров над уровнем моря.

Муниципалитет Пуэрто-Триунфо граничит на севере с муниципалитетом Пуэрто-Наре, на западе — с муниципалитетом Сан-Луис, на юго-западе — с муниципалитетом Сан-Франсиско, на юге — с муниципалитетом Сонсон, на востоке — с территорией департамента Бояка. Площадь муниципалитета составляет 361 км².

## Население
По данным Национального административного департамента статистики Колумбии, совокупная численность населения города и муниципалитета в 2012 году составляла 18 872 человек.
Динамика численности населения муниципалитета по годам:
| 2005   | 2006   | 2007   | 2008   | 2009   | 2010   | 2011   | 2012   |
| ------ | ------ | ------ | ------ | ------ | ------ | ------ | ------ |
| 16 248 | 16 688 | 17 035 | 17 384 | 17 745 | 18 114 | 18 493 | 18 872 |

Согласно данным переписи 2005 года мужчины составляли 50 % от населения Пуэрто-Триунфо, женщины — соответственно также 50 %. В расовом отношении белые и метисы составляли 99,5 % от населения города; негры, мулаты и райсальцы — 0,5 %.
Уровень грамотности среди всего населения составлял 81 %.

## Экономика
Основу экономики Пуэрто-Триунфо составляют сельскохозяйственное производство, а также добыча мрамора и производство цемента.

61,3 % от общего числа городских и муниципальных предприятий составляют предприятия торговой сферы, 35,9 % — предприятия сферы обслуживания, 1,5 % — промышленные предприятия, 1,3 % — предприятия иных отраслей экономики.